# Alcazar (együttes)
Az Alcazar svéd nu-disco együttes, amely egyike Svédország legsikeresebb együtteseinek. Legismertebb dalaik a "Crying at the Discoteque" és a "This is the World We Live In". 1998-ban alakultak Stockholmban. Többször is feloszlottak már: először 1998-tól 2005-ig működtek, majd 2005-től 2007-ig, végül 2013-tól 2018-ig.

## Tagok
- Andreas Lundstedt (1998–2005, 2007–2011, 2013–2018)
- Tess Merkel (1998–2005, 2007–2011, 2013–2018)
- Lina Hedlund (2007–2011, 2013–2018)

## Korábbi tagok
- Annika Kjærgaard (1998–2005)
- Magnus Carlsson (2002–2005)

## Diszkográfia
- Casino (2000)
- Alcazarized (2003)
- Disco Defenders (2009)